# جودي هوفر
جودي هوفر (بالإنجليزية: Judi Hofer)‏ هي سيدة أعمال أمريكية، ولدت في 16 فبراير 1940 في هيلسبورو في الولايات المتحدة، وتوفيت في 14 ديسمبر 2013 في بورتلاند في الولايات المتحدة بسبب سرطان.